# 吉林体育学院
吉林体育学院，简称吉林体院，是中华人民共和国的一所全日制本科公办省属普通高等学校，位于吉林省长春市。

## 历史沿革
1958年9月，长春体育学院成立。1961年，更名为吉林体育学院。1962年，学校停办。1981年7月，吉林体育学院重建。

## 教学单位
- 体育教育学院
- 运动训练学院
- 休闲与社会体育学院
- 武术与民族传统体育学院
- 运动人体科学学院
- 体育艺术学院
- 冰雪学院（冰雪产业学院）
- 运动健康技术学院
- 马克思主义学院
- 基础教学部[4]